# 백남배
백남배쟁탈전(白南盃)은 대한일보가 주최하고 한국기원이 주관하는 대한민국의 바둑 기전이다. 대한민국에서 5집반 덤 제도가 적용된 최초의 대회이다. 20명의 선수들이 토너먼트를 통해 우승을 가리는데, 참가 선수들을 팬투표를 통해 선정하였다.

## 역대 우승자
| 회수 | 연도 | 우승         | 전적  | 준우승         |
| ---- | ---- | ------------ | ----- | -------------- |
| 1    | 1974 | (故)김인 8단 | 1 : 0 | (故)정창현 6단 |
| 2    | 1975 | 조훈현 6단   | 2 : 0 | (故)김인 8단   |